# فیصل البدری
فیصل البدری (انگلیسی: Faisal Al Badri؛ زاده ۴ ژوئن ۱۹۹۰) یک بازیکن فوتبال اهل لیبی است.
وی همچنین در تیم ملی فوتبال لیبی بازی کرده است.